# Garasha matsuri
Le Garasha matsuri (ガラシャ祭, « festival de Gracia ») est un festival traditionnel japonais qui commémore la reconstruction du château de Shōryūji à Nagaokakyō, dans la préfecture de Kyoto. Il se tient en novembre chaque année.

## Lieu
Chaque année, Garasha matsuri a lieu le deuxième dimanche de novembre à Nagaokakyo, une ville au sud de Kyoto. Il se tient autour du château de Shōryūji et dans le parc attenant,.
Exceptionnellement, en 2013, du 1er au 10 novembre, eut lieu la Garasha week. Durant cette semaine, beaucoup de manifestations eurent lieu.

## Origine
En 1992, on a construit le parc du château de Shōryūji (勝竜寺城公園) en souvenir du vingtième anniversaire de la ville. Et le Garasha matsuri a commencé en mémoire de la construction,.

## Histoire

### Personnages
Ce matsuri rend hommage à Hosokawa-Tama (細川玉), une dame très importante. Elle est la fille d'Akechi Mitsuhide (明智光秀) et la femme de Hosokawa Tadaoki (細川忠興). Il s'agit de personnages historiques de l'époque Azuchi Momoyama (安土・桃山時代). Tadaoki et Tama ont habité au château de Shōryūji pendant deux ans.
Cette époque a vu de grands combats au Japon, en particulier à Nagaokakyo. Hosokawa-Tama était une belle femme, célèbre sur le champ de bataille. Elle a eu une vie de souffrances, mais elle n'a pas oublié la dignité ou l'amour humain. Elle était fière d’être femme et priait toujours pour la paix du monde. On l'a donc déifiée comme un symbole d'amour,.

## Ville de Nagaokakyo
La ville de Nagaokakyo possède un grand patrimoine historique car elle a été la capitale du Japon pendant dix ans (de 784 à 794).

## Manifestations

### Défilé costumé
La manifestation principale de ce matsuri est un défilé costumé. Des personnes choisies au préalable portent des costumes anciens (kimonos) et marchent dans la ville. On désigne ces acteurs et ces actrices parmi les citoyens ; des gens remplacent les personnages historiques ; le rôle du couple est joué par un vrai couple. C'est la grande scène[pas clair],.

### Marchés
Quelques marchés sont ouverts dans la ville pendant la semaine de Garasha ; on peut alors acheter des produits spéciaux.

### Danses
Dans la ville se trouve une petite scène. Les gens y dansent la Naruko-odori. Il s'agit d'une danse avec un naruko, un petit instrument de musique japonais,.